# Robbie Amell

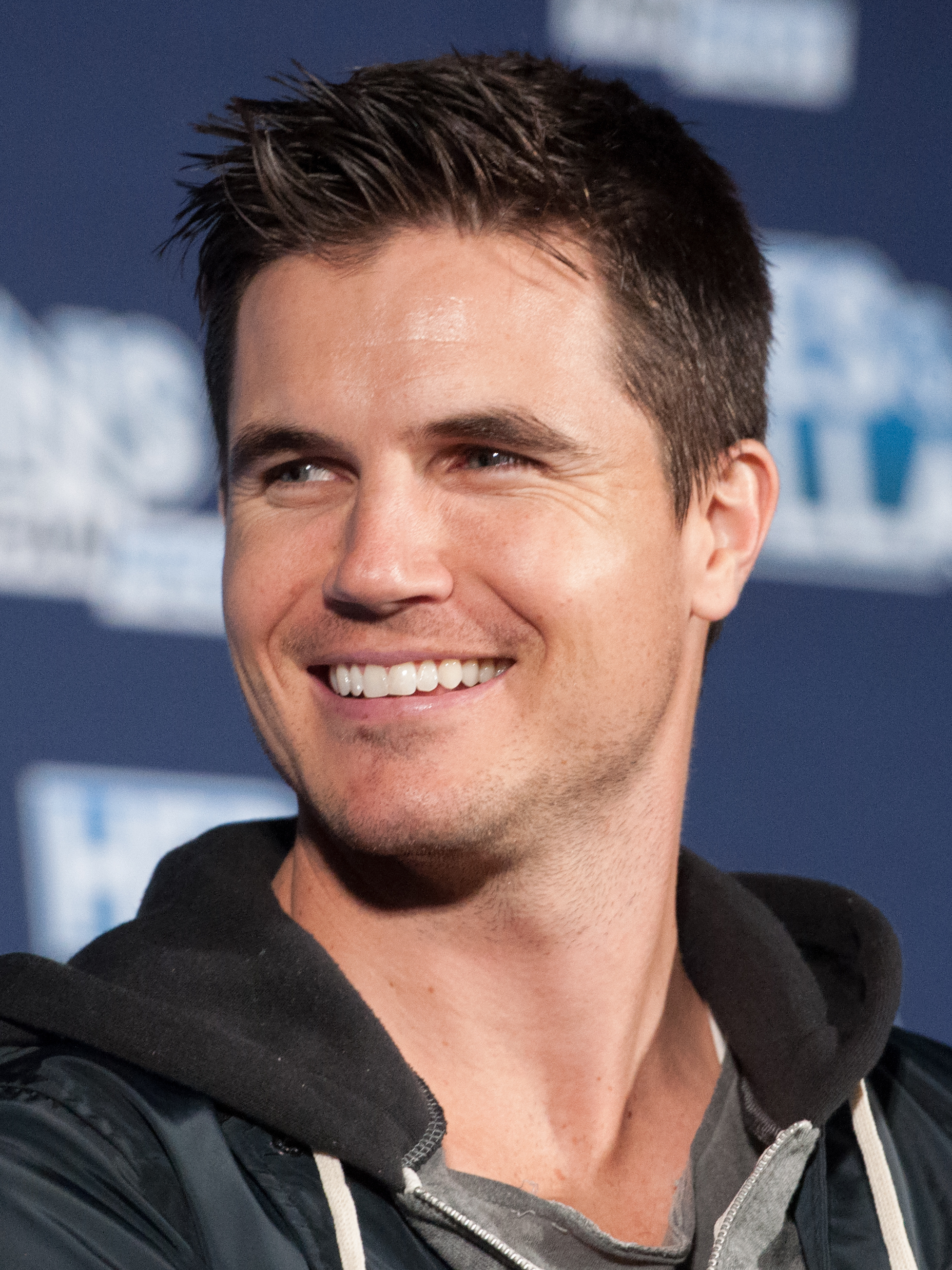
Robbie Amell (2017)

Robert Patrick „Robbie“ Amell (* 21. April 1988 in Toronto, Ontario) ist ein kanadisch-amerikanischer Schauspieler und Filmproduzent.

## Leben
Robbie Amell wurde im April 1988 als Sohn von Jennifer und Robert Amell geboren. Sein älterer Cousin ist der Schauspieler Stephen Amell. Zusammen mit seiner Schwester begann Amell im Alter von 6 Jahren in Werbespots zu modeln und zu schauspielern. Im Alter von sechzehn Jahren begann er für Hochschulaufführungen zu schauspielern. Aufgrund der Leidenschaft zur Schauspielerei besuchte er die Canadian Studios Acting Academy. In Toronto absolvierte er 2006 das Lawrence Park Collegiate Institute.
2008 begann er eine Beziehung mit der Schauspielerin Italia Ricci, mit der er sich im August 2014 verlobte. Am 15. Oktober 2016 heiratete das Paar in Los Angeles.
Seit September 2019 sind sie Eltern eines Sohnes.
Im Januar 2020 nahmen Amell und seine Frau die US-amerikanische Staatsbürgerschaft an.

## Karriere
Amell gab 2005 sein Schauspieldebüt im Film Im Dutzend billiger 2, in dem er die Rolle des Daniel Murtaugh spielte. Von 2006 bis 2008 wurde er in Mensch, Derek! in der wiederkehrenden Rolle des Max Miller besetzt. 2007 spielte er in American Pie präsentiert: Die College-Clique mit. 2008 sah man ihn als männlichen Hauptdarsteller an der Seite von Ashley Tisdale in Party Date – Per Handy zur großen Liebe.
Seinen Durchbruch konnte Amell jedoch mit der Rolle des Jimmy Madigan in der Serie True Jackson erzielen, die er von 2008 bis 2011 spielte. 2009 verkörperte er die Rolle des Fred Jones in dem Fernsehfilm Scooby-Doo!: Das Abenteuer beginnt. Dieselbe Rolle übernahm er 2010 in der Fortsetzung Scooby-Doo! 4 – Der Fluch des Seemonsters. Über die Jahre konnte Amell eine Vielzahl an Gastauftritten absolvieren, unter anderem bei How I Met Your Mother, Brothers & Sisters, Alcatraz, Pretty Little Liars und Hawaii Five-0.
In den Jahren 2011 und 2012 war er in der Nebenrolle des Adam in Revenge zu sehen. Von Herbst 2013 bis Frühjahr 2014 hatte er die Hauptrolle als Stephen Jameson in der Science-Fiction-Fernsehserie The Tomorrow People inne. Im Oktober 2013 strahlte der Hallmark Channel den Fernsehfilm The Hunters – Auf der Jagd nach dem verlorenen Spiegel aus, in dem Amell die Hauptrolle des Paxton Flynn spielte. Für den Herbst 2014 ergatterte er eine Nebenrolle als Ronnie Raymond in der The-CW-Action-Fernsehserie The Flash. Seit 2020 spielt er die Hauptrolle des Nathan Brown in der Prime-Video-Serie Upload.

## Filmografie (Auswahl)
- 2005: Im Dutzend billiger 2 – Zwei Väter drehen durch (Cheaper by the Dozen 2)
- 2006–2008: Mensch, Derek! (Life with Derek, Fernsehserie, 17 Folgen)
- 2007: American Pie präsentiert: Die College-Clique (American Pie Presents: Beta House)
- 2007: Halloween – Left for Dead (Left For Dead)
- 2008: Murdoch Mysteries (Fernsehserie, Folge 1x08)
- 2008: Party Date – Per Handy zur großen Liebe (Picture This!)
- 2008–2011: True Jackson (True Jackson, VP, Fernsehserie, 39 Folgen)
- 2009: Scooby-Doo!: Das Abenteuer beginnt (Scooby-Doo! The Mystery Begins)
- 2010: Scooby-Doo! 4 – Der Fluch des Seemonsters (Scooby-Doo! Curse of the Lake Monster)
- 2011: How I Met Your Mother (Fernsehserie, 2 Folgen)
- 2011: CSI: NY (Fernsehserie, Folge 8x05)
- 2011: Brothers & Sisters (Fernsehserie, Folge 5x21)
- 2011–2012: Revenge (Fernsehserie, 4 Folgen)
- 2012: Alcatraz (Fernsehserie, 3 Folgen)
- 2012: Die Hornisse (Hornet’s Nest)
- 2012: Vom Blitz getroffen (Struck by Lightning)
- 2012: Pretty Little Liars (Fernsehserie, Folge 3x09)
- 2012: Hawaii Five-0 (Fernsehserie, Folge 3x04)
- 2013: Hot in Cleveland (Fernsehserie, Folge 4x09)
- 2013: 1600 Penn (Fernsehserie, 6 Folgen)
- 2013: Zach Stone Is Gonna Be Famous (Fernsehserie, 8 Folgen)
- 2013–2014: The Tomorrow People (Fernsehserie, 22 Folgen)
- 2013: The Hunters – Auf der Jagd nach dem verlorenen Spiegel (The Hunters, Fernsehfilm)
- 2015: Max
- 2014–2016, 2018, 2022: The Flash (Fernsehserie, 30 Folgen insgesamt)
- 2015: DUFF – Hast du keine, bist du eine (The Duff)
- 2015: Modern Family (Fernsehserie, Folge 6x17)
- 2016: Voll verkatert (Nine Lives)
- 2016: ARQ
- 2016, 2018: Akte X – Die unheimlichen Fälle des FBI (The X-Files, Fernsehserie, 3 Folgen)
- 2017: The Babysitter
- 2018: When We First Met
- 2018–2019: Eine Reihe betrüblicher Ereignisse (A Series of Unfortunate Events, 3 Folgen)
- 2019: Code 8
- seit 2020: Upload (Fernsehserie)
- 2020: The Babysitter: Killer Queen
- 2020: Desperados
- 2021: Resident Evil: Welcome to Raccoon City
- 2023: Simulant
- 2023: The Witcher  (Fernsehserie, 3 Folgen)
- 2023: Exmas
- 2024: Code 8 – Teil II (Code 8: Part II)